# منارة رأس روزا
منارة رأس روزا هي منارة توتيد (توجيه) تقع في أقصى شرق الساحل الجزائري بولاية الطارف. 

## تاريخ

### عموميات
وُضع عدد قليل من الفوانيس البدائية النادرة بالقرب من الملاجئ التي كانت بمثابة ملجأ للمراكب البربرية؛ مثل الفانوس العادي الموجود على البرج العالي في حصن الصخرة. منذ السنوات الأولى للإحتلال الفرنسي، رُكبت شعلات أكثر كفاءة في أكثر النقاط المميزة. وهكذا في عام 1834، قام الفرنسيون بتركيب جهاز بدلاً من فانوس الجزائر العاصمة والذي يتكون من ضوء ثابت يعلوه تاج دوار يحمل 8 مصابيح مع عاكسات مرتبة لإنتاج ضوء كسوف لمدة 30 ثانية. في 30 ثانية.
التقرير الرسمي الأول الذي يتناول إنارة السواحل الجزائرية هو تقرير اللجنة البحرية الجزائرية لعام 1843 الذي يضع تقريراً كاملاً «عن التحسينات التي يجب إجراؤها على الأضواء الموجودة (الجديدة في ذلك الوقت)، للأضواء التي سيتم إنشاؤها. على الفور، يجب إشعال الشعلات بعد ذلك». نفذ على مدار عدة سنوات، مع التعديلات التي فرضها التقدم التقني وتطور الملاحة، والتي قررت لجنة المنارة لعام 1861 أهمها.
عُدلت الأجهزة بشكل دوري بين عامي 1860 و 1900. كان أبرز هذه التحسينات هو استبدال الزيت المعدني بالزيت النباتي في عام 1881 بعد ذلك، من خلال استخدام بعض شعلات المصابيح عند مستوى ثابت. في عام 1902، وُضع برنامج جديد لتحسين الإضاءة الساحلية من خلال إنشاء لجنة بحرية خاصة تبنت برنامجًا للإنجازات يوفر، من بين أمور أخرى، استبدال الأضواء الثابتة الموجودة عن طريق وميض الأضواء الغامضة مع أو بدون قطاعات زاهية الألوان. البرنامج الذي نُفذ بالكامل من 1904 إلى 1908 باستثناء الرصيف الشمالي لميناء الجزائر. في عام 1924 تابع كبير المهندسين لخدمة المنارة المركزية كهربة الأضواء الرئيسية وأضواء الموانئ منذ البعثة العلمية إلى الجزائر.
بالإضافة إلى ذلك، شُغلت أربعة أجهزة راديوية ؛ في منارة الأميرالية بالجزائر العاصمة (1931)، في رأس الإبرة (1938)، في رأس كاكسين (1938) وفي رأس ماتيفو (1942). كما خططت الخدمات الفنية لإنشاء أربعة مبانٍ إضافية في غضون فترة زمنية قصيرة في رأس تنس، ورأس بنقوت، ورأس بوقارون، ورأس العسة.

### اعتبارات خاصة
نتج عن تقرير اللجنة البحرية لعام 1843 الذي تضمن تحويل المنشآت السابقة إنشاء مصباح في عام 1869 في رأس روزا. ضوء ثابت من الدرجة الرابعة بمدى 12 ميلا. 
بنيت المنارة الحالية في عام 1906.

## مميزات
تم بناء المنارة في رأس روزا على بعد حوالي عشرين كيلومترًا غرب القالة، وهو نتوء صخري ضخم بارتفاع 120 م، ويتقدم مباشرة إلى البحر الأبيض المتوسط. وهو يمثل الحد الفاصل بين خليج عنابة وخليج القالة. 
تتكون المنارة، التي شُيدت عام 1906، من برج أسطواني من الحجر المكشوف وتشكل جزءًا من مبنى مستطيل يضم مسكنين. يفصل الفناء الداخلي إلى الجنوب هذه المجموعة عن غرف الخدمة والتخزين. مع سور يحيط بالكل. يبلغ ارتفاع المبنى 15,3 م، ويبلغ ارتفاعه 132,3 م عن سطح البحر.
يتم توفير الإضاءة بواسطة ضوء ابيض بومضتين كل 5 ثواني. يبلغ مدى الإضاءة 19 ميلًا بحريًا، أو ما يقرب من 35 كم مما يجعلها منارة من الدرجة الثانية. 

## روابط خارجية
- موقع الديوان الوطني للإشارات البحرية